# Амбістома мармурова
Амбістома мармурова (Ambystoma opacum) — вид земноводних з роду амбістома родини амбістомові.

## Опис
Загальна довжина досягає 10—12 см. Самиці дещо світліше за самців. Голова середнього розміру, очі округлі, тулуб масивний та кремезний. Кінцівки потужні із 3 пальцями. Основний тон чорний, по якому проходять широкі сріблясто-білі смуги, що нагадує мармур. Колір у самців інтенсивніше за самиць.

## Спосіб життя
Ця амбістома постійно проживає на суші, часто її знаходять у дуплах дерев, під опалим листям, може зариватися у землю. Активна вночі, а також у дощову погоду. Живиться дрібними комахами, личинками, хробаками.
Статева зрілість настає у віці 15—17 місяців. На відміну від інших амбістом розмножується восени. У вересні-жовтні відкладає яйця на суші, а не у воду, не цілим ікряним мішечком, а окремими грудками ікри. Місцем відкладання служать невеликі ямки в лісі, серед лісової підстилки. Самиця відкладає 50—200 яєць діаметром 2,7 мм з оболонкою 4,2—5 мм, які залишається їх вартувати. Ямка з ікрою повинна бути залита осінніми дощами. У листопаді-грудні з ікри з'являються личинки завдовжки 19—25 мм з великими перистими зябрами. Через 7—9 місяців, досягнувши 6,3—7,4 см, відбувається метаморфоза. У разі, якщо восени дощів не було і ямки з ікрою не наповнений водою, личинки з'являються лише навесні і самиця перебуває з яйцями весь цей час, зволожуючи їх виділеннями шкіри.
Тривалість життя 8—10 років.

## Розповсюдження
Поширена у Північній Америці від Флориди до Великих озер.